# Sangha (flod)
Sangha, tidligere også Ssanga, er en højre biflod til Congofloden i Republikken Congo.

## Flodens løb
Floden opstår ved sammenløbet af floderne Kadéï og Mambéré nær Nola i den yderste sydvestlige del af Den Centralafrikanske Republik. Derfra løber den i sydlig retning. Nedenfor Salo er den grænseflod mellem Cameroun og Den Centralafrikanske Republik. I den nedre del er Sanghaen sumpet og forgrenet. Der har den ofte forbindelser til andre floder. Ved Mossaka løber den ind i Congo. Den deler udmunding i Congofloden med floden Likouala-Mossaka.

## Økologi
Sangha er den vigtigste transportvej for den lokale befolkning, såsom traditionelle fiskere og har lagt navn til Dzanga Sangha Tropical Forest Reserve og det transnationale (over tre lande) beskyttede område ved Sangha-floden, som blev optaget på UNESCOs verdensarvsliste som et naturarvssted under navn Sangha Trinational.